# La Traversée (film, 2001)
Pour les articles homonymes, voir La Traversée.
Pour plus de détails, voir Fiche technique et Distribution.
La Traversée est un film documentaire français réalisé par Sébastien Lifshitz, sorti en 2001.

## Synopsis
Stéphane n'a jamais connu son père, un soldat américain qui a quitté la France avant sa naissance en 1967. Il part à sa recherche aux États-Unis.

## Fiche technique
- Titre : La Traversée
- Réalisation : Sébastien Lifshitz
- Assistant-réalisateur : Philippe Thiollier
- Scénario : Stéphane Bouquet et Sébastien Lifshitz
- Photographie : Pascal Poucet
- Montage : Stéphanie Mahet
- Son : Yolande Decarsin
- Mixage : Dominique Hennequin
- Producteur délégué : Christian Tison
- Producteur exécutif : Anne Feinsilber
- Directrice de production : Cécile Amillat
- Société de production : Lancelot Films
- Société de distribution : Ad Vitam Distribution (Paris)
- Pays d'origine :  France
- Format : Couleurs — 35 mm — 2,35:1 — Son : Dolby Digital
- Genre : Film documentaire
- Durée : 85 minutes
- Dates de sortie :
  -  France : mai 2001 (Festival de Cannes) | sortie nationale : 13 juin 2001
  -  Grèce : 16 septembre 2010 (Festival international du film d'Athènes)

## Distribution
- Stéphane Bouquet (dans son propre rôle)

## Sélection
- Festival de Cannes 2001 (Quinzaine des réalisateurs)[1]